# Polski Rejestr Żeglugi Śródlądowej
Polski Rejestr Żeglugi Śródlądowej – założone w 1936 roku polskie towarzystwo klasyfikacyjne z siedzibą w Warszawie. Nadzór był sprawowany w oparciu o przepisy "Klasyfikacja i konstrukcja barek drewnianych i stalowych".
Działalność instytucji została wznowiona po zakończeniu II wojny światowej (dokładnie w 1946 roku), w zmienionej i poszerzonej formie. Instytucja zmieniła nazwę na Polski Rejestr Statków z siedzibą w Gdańsku.